# Geranomyia fuscana
Geranomyia fuscana är en tvåvingeart som först beskrevs av Pierre Justin Marie Macquart 1838.
Geranomyia fuscana ingår i släktet Geranomyia och familjen småharkrankar. Artens utbredningsområde är Réunion. Inga underarter finns listade i Catalogue of Life.